# ذيل البنكرياس
ذيل البنكرياس ، يقع بالقرب إلى اليسار تشريحيا بالقرب من سرة الطحال، ليس الذيل مجرد عضو مميز تشريحيا. [انحياز] هو الجزء الوحيد من البنكرياس الذي يحتوي على خلايا ببتيد البنكرياس (PP)، والتي هي المسؤولة عن إفراز بولى ببتيد البنكرياس لتنسيق غدة خارجية الإفراز و لإفراز إنزيم الجزر . تم العثور على خلايا PP في محيط الذيل. خلايا بيتا (الأنسولين إفرازية) و خلايا دلتا (سوماتوستاتين الإفرازية) حيث توجد في الجزء الأوسط من الذيل كما هو الحال مع بقية البنكرياس. الخلايا المذكورة أعلاه تقع حصرا في خلايا جزر لانغرهانز. إفرازاتها تصل إلى الجزء غدة خارجية الإفراز من البنكرياس عبر الشبكة الشعرية المحيطة السكان لخلايا الجزر.

## صور إضافية

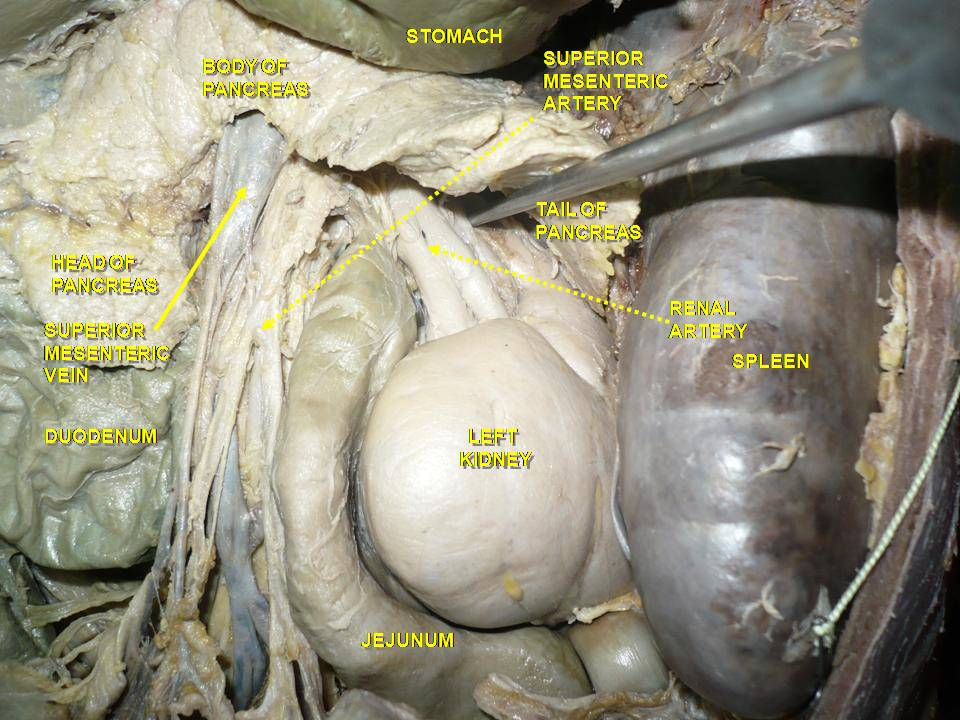
التجويف البطني.ذيل البنكرياس.تشريح عميق.